# Nordens Husmoder Forbunds Stævne
|  | Denne artikel er oprettet af botten Steenthbot ud fra en ekstern database. Den kan derfor have sproglige fejl eller mangler. Denne skabelon kan fjernes efter kontrol af indholdet. |

Nordens Husmoder Forbunds Stævne er en dansk dokumentarfilm fra 1946.

## Handling
Den norske formand ankommer med fly. De norske deltagere, fine modne damer med meget flotte hatte, svenskerne ankommer, også fine damer med hat.
NNF repræsentanter møder pressen på Wivex, fantastiske ansigter og hatte - og unge kvinder, der ryger som skorstene.
Ved fru Richters grav i Brønshøj nedlægges krans d. 20 maj.
Skilt: Arbejdet begynder ved konferenceborde.
Morgenandagt i Grundtvigskirken med tilstedeværelse af Dronning Alexandrine, kvinder der står i lille kødrand for at se dronningen.
Med sporvognstog til Tivoli, linje 6 og linje 16.
Og så: KB-hallen med masser af kvinder og lange borde, og dronningen, der skridter rækkerne af - totalbillede af hele den enorme hal fyldt af borde med husmødre, de nordiske flag langs siderne, Dannebrog smykket talerstol.
21. maj - de delegerede besøger Københavns Rådhus, billede af kvinde bagfra med rævehaler.
Fyrværkeri i Tivoli afslutter stævnet.